# Tucheng (Neu-Taipeh)
Tucheng (chinesisch 土城區, Pinyin Tǔchéng Qū, Pe̍h-ōe-jī Thô͘-siâⁿ-khu) ist ein Bezirk der Stadt Neu-Taipeh im Norden der Insel Taiwan, Republik China.

## Lage
Tucheng zählt zu den kleineren, dicht besiedelten Bezirken im Westen der Stadt Neu-Taipeh und liegt am östlichen Ufer des Flusses Dahan. Seine Nachbarbezirke sind Shulin im Westen, Banqiao im Norden, Zhonghe und Xindian im Osten sowie Sanxia im Süden. Tucheng ist an das U-Bahn-Netz von Taipeh angebunden.

## Bedeutung
Das Gebiet des heutigen Tuchengs wurde ab Ende des 18. Jahrhunderts von chinesischen Einwanderern besiedelt. Ursprünglich landwirtschaftlich und von traditionellem Handwerk geprägt, wandelte sich Tucheng um die Wende vom 19. zum 20. Jahrhundert im Zuge des Aufstiegs des benachbarten Taipehs zur Großstadt zu einem Industriegebiet. In der zweiten Hälfte des 20. Jahrhunderts siedelten sich, ermutigt durch Förderungsmaßnahmen der Regierung, auch zunehmend Unternehmen des Bereichs Spitzentechnologie an.

## Bilder

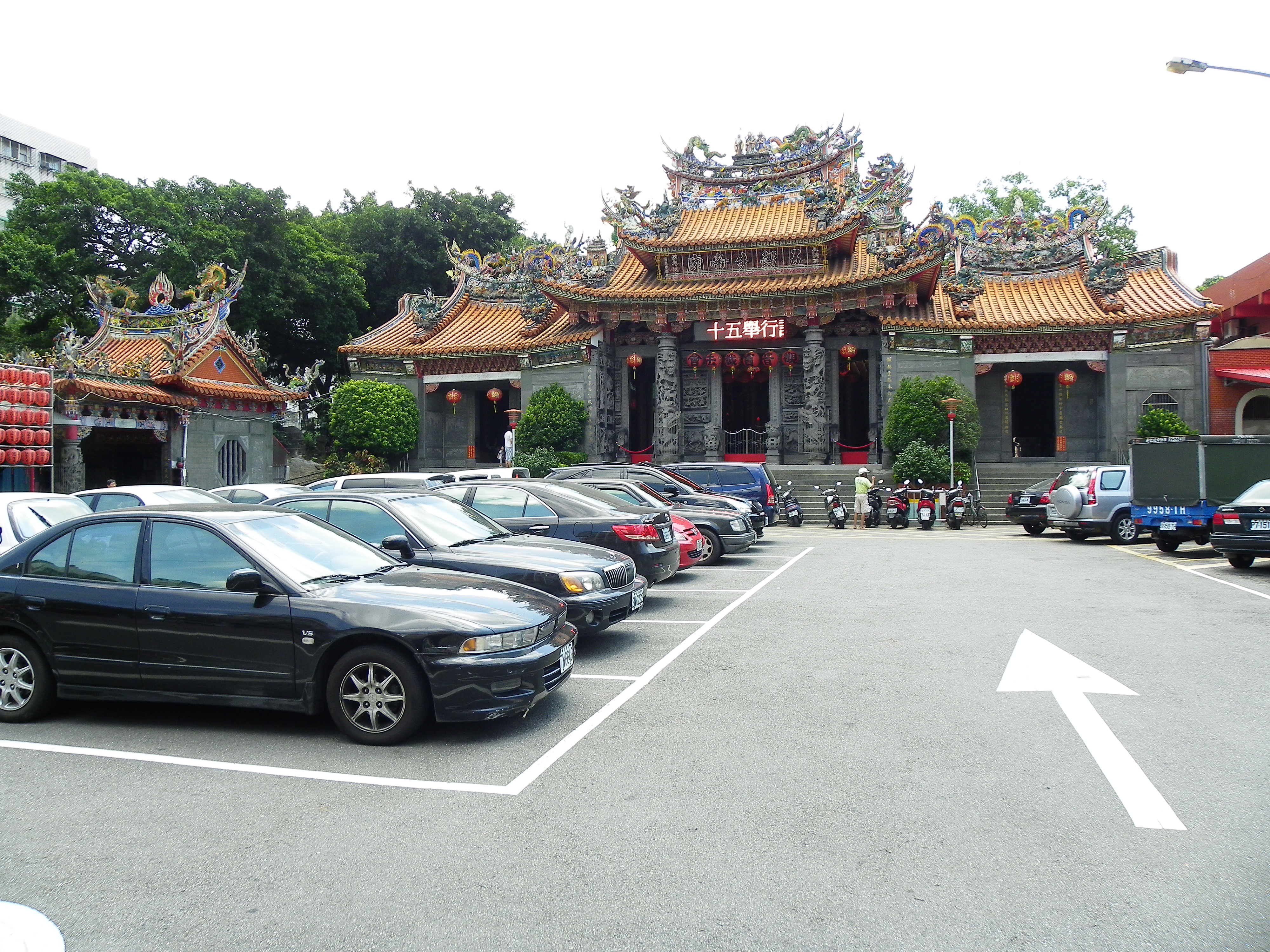
Wugu-Xiandi-Tempel
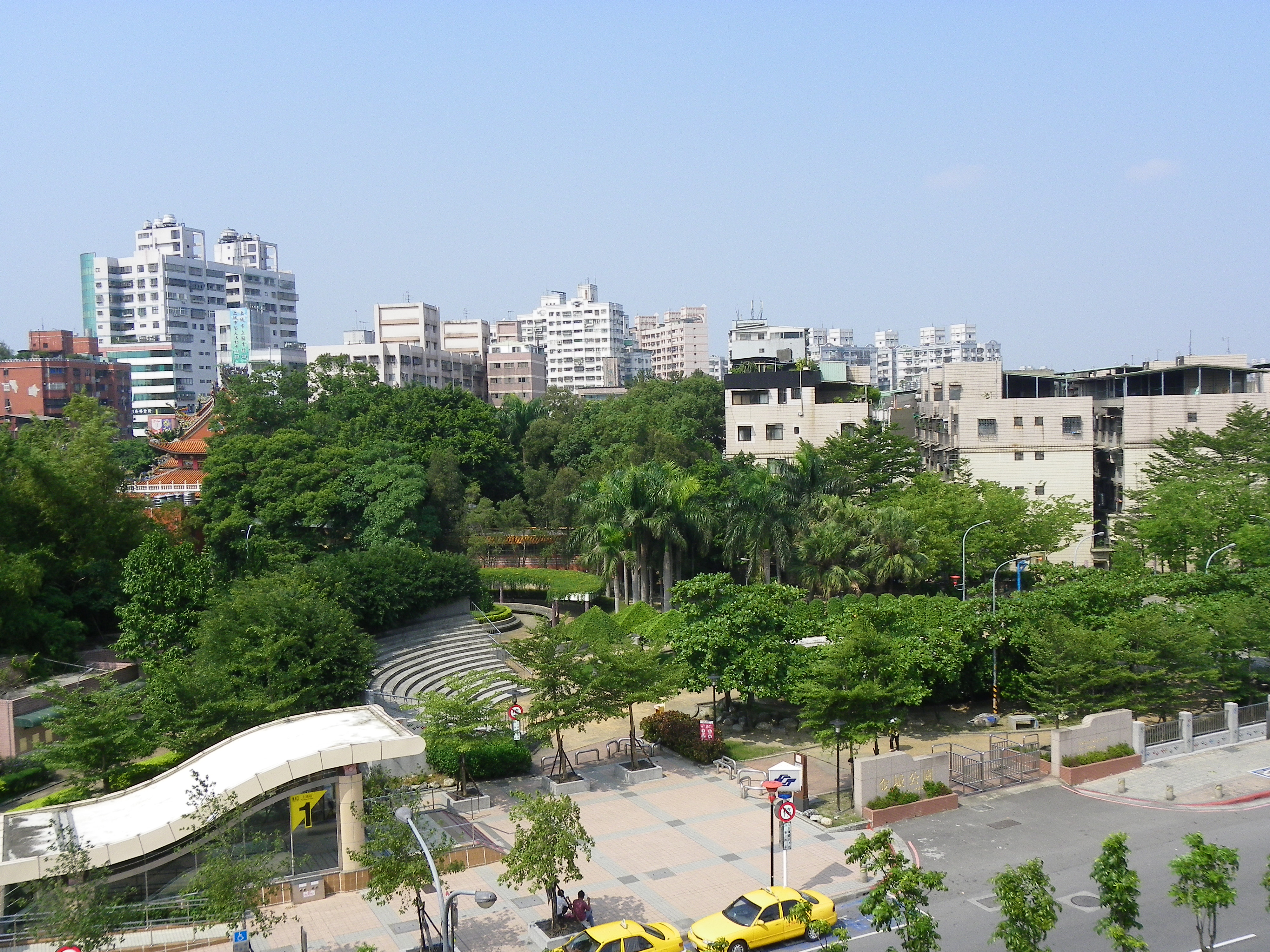
Jincheng-Park